# The Foxes
The Foxes is een Amerikaanse televisiefilm uit 1961 met Joan Crawford, Colleen Dewhurst, Steve Forrest en John Ireland in de hoofdrollen.